# 제시 화이트

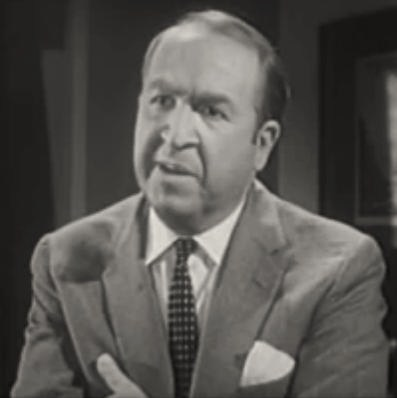

제시 화이트(Jesse White, 1917년 1월 4일 ~ 1997년 1월 9일)는 미국의 영화배우, 텔레비전 배우, 연극 배우, 성우이다.
버펄로에서 태어났으며 로스앤젤레스에서 사망하였다. 사인은 심근 경색이다.

## 영화
- 마티니 (1993년)
- 공포의 실로폰 (1986년)
- 우주에서 온 고양이 (1978년)
- 내쉬빌 걸 (1976년)
- 여섯 소년들 (1971년)
- 내 사랑 비비 (1965년)
- 루킹 포 러브 (1964년)
- 해변 파티 4 - 파자마 파티 (1964년)
- 매드 매드 대소동 (1963년)
- 페리 메이슨 (1957년)
- 디자이닝 우먼 (1957년)
- 그는 마지막에 웃었다 (1956년)
- 나쁜 종자 (1956년)
- 백만달러 인어 (1952년)
- 프란시스 고즈 투 더 레이시스 (1951년)
- 세일즈맨의 죽음 (1951년)
- 하비 (1950년)
- 스테이지 도어 캔틴 (1943년)